# 옌타이시

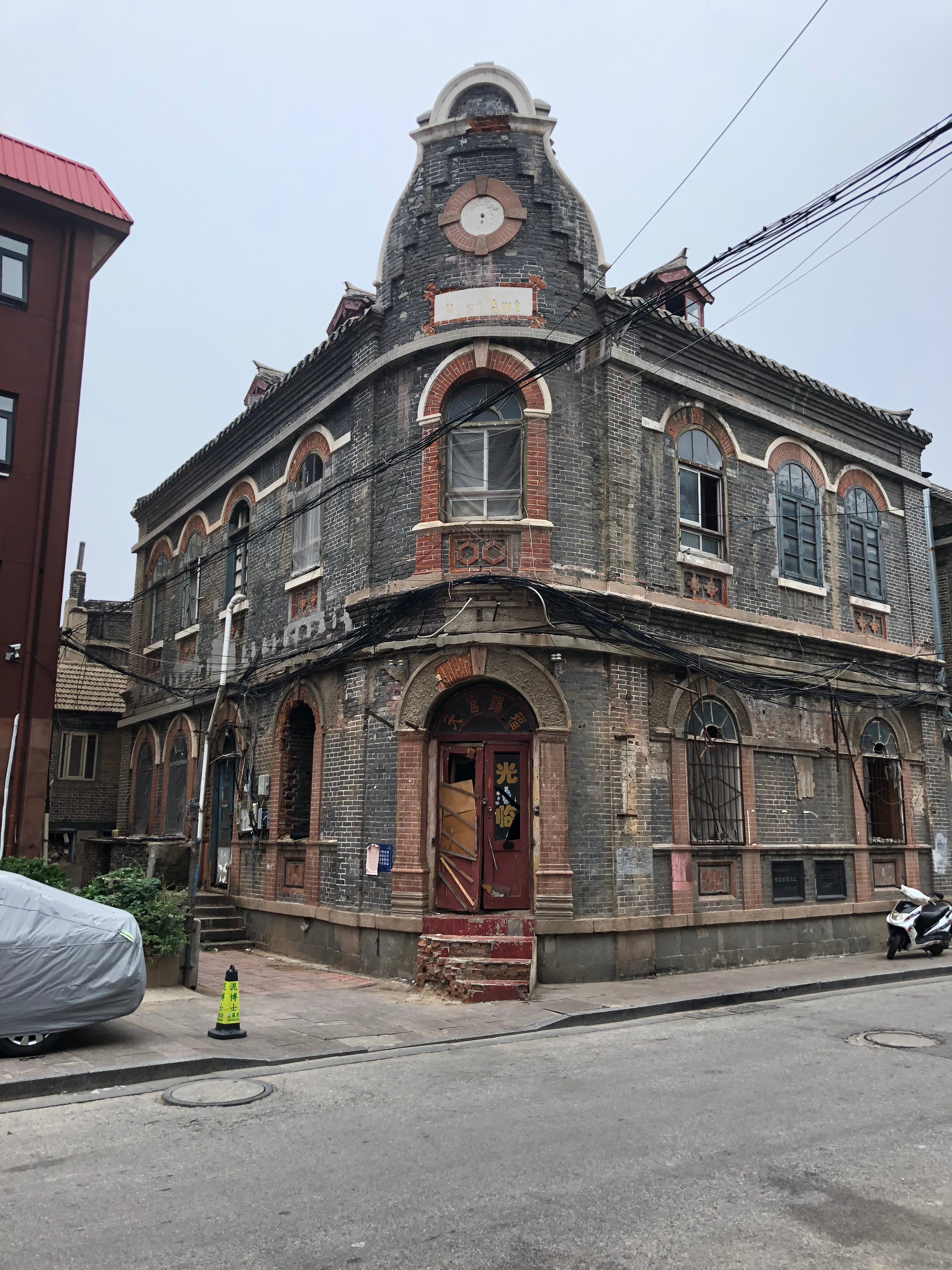
옌타이시의 구도심 지역에 설치된 독일 우체국 전경

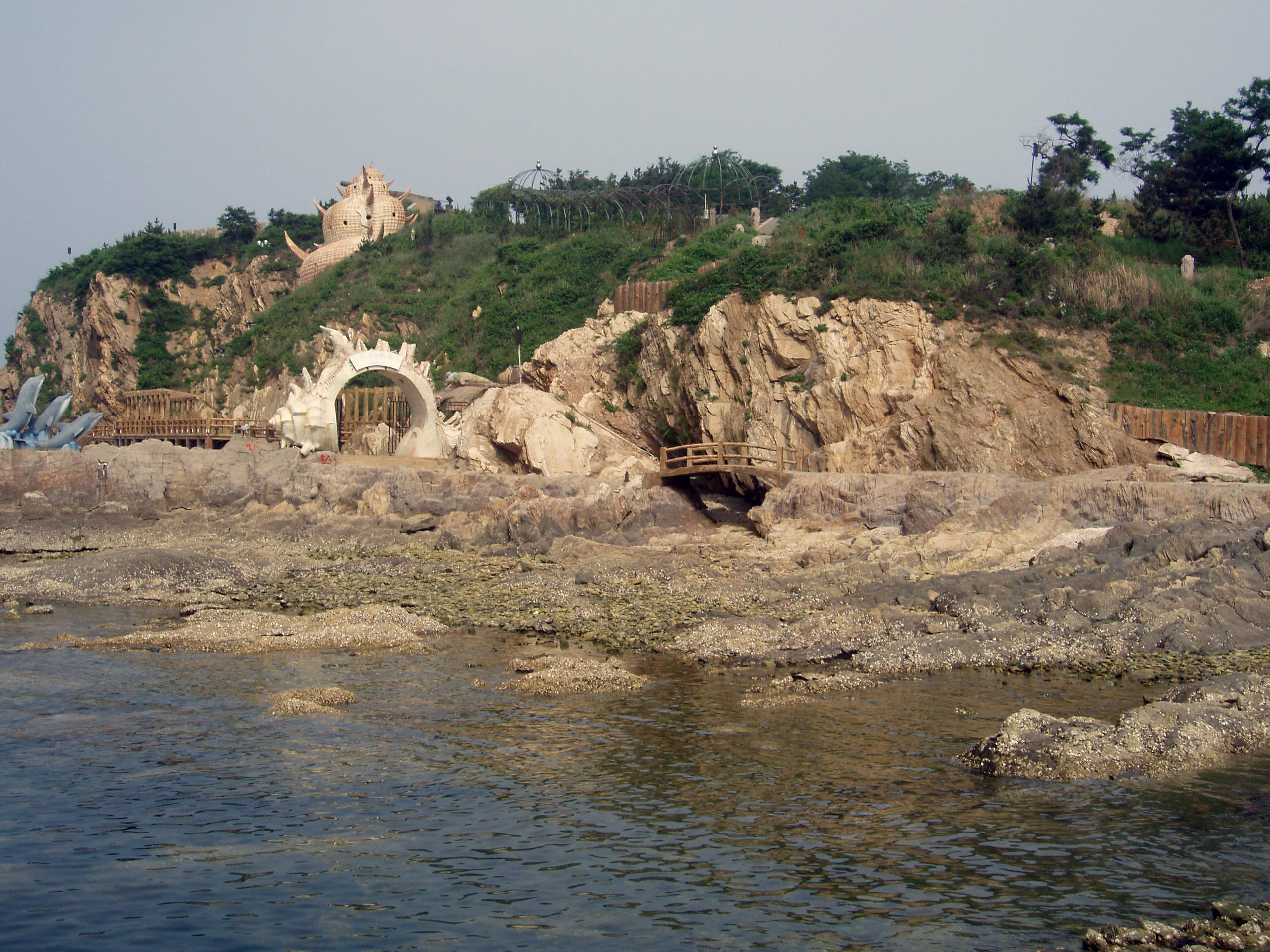
옌타이 해역에 접하고 있는 위에량만의 모습

옌타이시(중국어 간체자: 烟台, 정체자: 煙臺, 병음: Yāntái, 영어: Yantai)는 중국 산둥성의 지급시이다. 보하이의 남쪽 해안과 보하이 만의 동쪽 부분을 끼고 자리를 잡고 있다. 남서쪽으로 칭다오시, 동쪽으로는 웨이하이시와 각각 접하고 있다.
오늘 날에는 산둥성 최대의 어업기지와 탄탄한 경제 중심으로 당당히 자리잡고 있다. 한때 서양 열강에 개방된 항구 중의 하나였고, 조계지로 사용되기도 하여 즈푸(芝罘) 섬 때문에 체푸 (Chefoo)로 서양 열강에 알려지기도 했다.
현재의 옌타이란 이름은 1398년에 명나라 홍무제의 통치기간에 기산에 세워진 봉수대에서 유래가 되었다. 이 봉수대는 왜구의 침입을 알려주는 역할을 담당하였다.

## 지리
산둥 반도의 북부와 중부에 걸쳐 있으며 보하이만의 남쪽에 위치한다. 동쪽 및 남동쪽으로는 웨이하이시, 서쪽 및 남서쪽으로는 칭다오시와 접하고 있다. 해안선의 길이는 909km이다. 지형은 36.62%의 산과 39.7%의 언덕, 20.78%의 평원, 2.9%의 분지로 이루어져있다. 평균고도는 500m이고 가장 높은 곳은 922.8m의 쿤위산(昆崳山)이다. 언덕의 높이는 100~300m정도이다.
바다에 접하고 있어서, 여름은 비교적 시원하고, 겨울은 비교적 온난하며, 연평균 기온은 11.8°C이고 연평균 강수량은 651.9mm이다.

## 역사
신석기 시대의 유물이 시내에서 발견되었다. 이전에는 동이족의 거주지였다. 하나라 시대 나라를 지었다고 말해지고 있다. 은나라, 주나라를 거치면서, 춘추전국시대에는 제나라 영토가 되었다. 진나라 때에는 제군에, 전한 시대에는 동래부가 되었다. 수나라 시대에는 내주(萊州)에, 당, 송, 원나라 시대에는 래주가 등주에 놓였다. 명, 청의 시대에는 래주부가 되었고, 후에 또 다시 등주부(登州府)가 되었다.
1858년 7월, 청은 톈진조약을 맺고, 등주는 옌타이라고 개명되고, 서양 여러나라에 개항되었다. 옌타이는 1861년 5월에 외국의 굴복으로 개항하지만, 정식으로 국제 무역항이 된 것은 둥하이관 요새가 준공된 8월 22일이었다.

## 관광
옌타이시(煙臺市)는 삼면이 바다로 둘러싸여 있고, 한 면이 산에 인접해 있으며, 기후가 좋아 예로부터 피서지로 적합한 곳이었다. 옌타이에는 신선(仙), 고대(古), 바다, 산, 샘 등의 특색 있는 자원이 여행의 주를 이루고, 그 중 펑라이(蓬萊)와 창다오(長島)는 국가급풍경명승지역이며 자오위안뤄 산(招遠羅山)과 머우핑쿤위 산(牟平昆愈山) 은 국가급 삼림공원이다. “바다 위 신선의 섬(海上仙島)”이라 불리는 양마다오(養馬島)와 진시황이 순찰했던 유적지인 즈푸다오(芝罘島), 인간세계의 선경(仙境)이라 불리는 펑라이거(蓬萊閣)는 그 명성이 자자하다. 옌타이시는 국가급 위생도시이며, 외국인 관광객을 위해 좋은 유람환경을 제공하고 있다.
대한민국을 오고가는 교통편으로는 인천 - 옌타이 직항 항공편과 평택 - 옌타이 화객선이 있다. 코로나19가 강타한 후 평택 - 옌타이 화객선은 여객영업을 잠시 중지하고, 화물만 운송 중이다. 옌타이항은 웨이하이항, 룽청(룽옌항)과 더불어 알리익스프레스의 선편배송 출발지 중 하나로, 산둥성 내 각 항구에서 평택으로 가는 화객선들의 출항일에 맞추어 물량을 보낸다.

## 경제
옌타이는 현재 반도남부의 항만도시인 칭다오시에 접해있고, 산둥성에서 2번째로 큰 공업 도시다. 2개의 경제특구가 있는데 하나는 푸산구에 위치한 옌타이 경제기술 개발구로 1984년 개설되었고, 또 하나는 즈푸구에 위치한 옌타이 수출가공구로 2000년에 개설하였다. 옌타이 경제기술 개발구는 전국에서도 톱 10에 들어가는 규모가 되었다.
농업은 옌타이 경제의 커다란 부분을 차지한다. 사과와 포도주로 유명하다. 1892년에 창업한 장유양주공사는 현재 중국에서도 제１의 와인 제조 회사로 되어 있다．현급시인 룽커우시는 당면의 생산으로 유명하다.

### 대한민국진출 기업
2002년 말 기준으로 대한민국은 홍콩에 이어 옌타이 지역 내에서는 2번째 규모의 투자국이며, 2002년 대한 수출입총액은 11.57억 달러 규모이다.
- LG전자 - CDMA 생산공장
- LG 디스플레이
- 현대두산인프라코어 - 굴삭기, 공작기계
- 한국영해(瀛海)기구 - 정보산업공단
- 한국텔슨전자 주식회사 - CDMA 생산기지
- 한국코넥스전자유한회사 - 수정진동자
- 한국태창방직유한회사 - 직물원단
- 대우조선해양산동유한공사 보관됨 2009-06-11 - 웨이백 머신 (경제기술개발구 팔각진) (2007년 4월 17일 생산)

## 행정 구역
4개 구, 7개 현급시, 1개의 현으로 구성된다.
| 이름       | 간자   | 옌타이시 현급 행정구역 |
| ---------- | ------ | ---------------------- |
| 시할구     |        |                        |
| 푸산구     | 福山區 |                        |
| 즈푸구     | 芝罘區 |                        |
| 라이산구   | 萊山區 |                        |
| 무핑구     | 牟平區 |                        |
| 현급시     |        |                        |
| 치샤시     | 栖霞區 |                        |
| 하이양시   | 海陽市 |                        |
| 라이양시   | 萊陽市 |                        |
| 자오위안시 | 招遠市 |                        |
| 라이저우시 | 萊州市 |                        |
| 룽커우시   | 龍口市 |                        |
| 펑라이시   | 蓬萊市 |                        |
| 현         |        |                        |
| 창다오현   | 長島縣 |                        |

## 레저
蓬萊閣, 등의 관광지와 남산 골프장 등 골프장이 많아 주요 골프 목적지이다.
세계수경공원과 남산공원, 옌타이샨 공원, 푸타이샨 공원 등 많은 공원이 있고, 진시황이 순례를 돌았던 곳이며, 서복도 이곳을 지나 여행을 하였다.
거대한 남산대불이 있는 탑산풍경구(塔山風景區)를 비롯해, 장도풍경구(長島風景區) 등 많은 풍경구가 있다.
주요 골프장:
- 애플시티 CC - 2007 KPGA
- 남산동해골프클럽
- 남산국제골프클럽
- 남산CC
- 모평골프장

## 교육
옌타이에 있는 대학으로는 다음과 같은 것이 있다.
- 옌타이대학(煙臺大學)
- 루동대학(魯東大學)
- 산동공상학원(山東工商學院)

## 교통
- 옌타이 펑라이 국제공항
- 옌타이역

## 기후
| 옌타이시의 기후                                               | 옌타이시의 기후 | 옌타이시의 기후 | 옌타이시의 기후 | 옌타이시의 기후 | 옌타이시의 기후 | 옌타이시의 기후 | 옌타이시의 기후 | 옌타이시의 기후 | 옌타이시의 기후 | 옌타이시의 기후 | 옌타이시의 기후 | 옌타이시의 기후 | 옌타이시의 기후 |
| 월                                                            | 1월             | 2월             | 3월             | 4월             | 5월             | 6월             | 7월             | 8월             | 9월             | 10월            | 11월            | 12월            | 연간            |
| ------------------------------------------------------------- | --------------- | --------------- | --------------- | --------------- | --------------- | --------------- | --------------- | --------------- | --------------- | --------------- | --------------- | --------------- | --------------- |
| 역대 최고 기온 °C (°F)                                        | 15.5 (59.9)     | 19.8 (67.6)     | 26.5 (79.7)     | 33.6 (92.5)     | 35.8 (96.4)     | 38.0 (100.4)    | 37.0 (98.6)     | 36.2 (97.2)     | 35.1 (95.2)     | 30.4 (86.7)     | 26.0 (78.8)     | 18.8 (65.8)     | 38.0 (100.4)    |
| 일평균 최고 기온 °C (°F)                                      | 2.4 (36.3)      | 4.7 (40.5)      | 10.8 (51.4)     | 17.5 (63.5)     | 23.5 (74.3)     | 26.9 (80.4)     | 28.8 (83.8)     | 28.5 (83.3)     | 25.3 (77.5)     | 19.6 (67.3)     | 12.1 (53.8)     | 4.8 (40.6)      | 17.1 (62.7)     |
| 일일 평균 기온 °C (°F)                                        | −0.9 (30.4)     | 0.9 (33.6)      | 6.0 (42.8)      | 12.4 (54.3)     | 18.5 (65.3)     | 22.3 (72.1)     | 25.2 (77.4)     | 25.3 (77.5)     | 21.7 (71.1)     | 15.7 (60.3)     | 8.5 (47.3)      | 1.6 (34.9)      | 13.1 (55.6)     |
| 일평균 최저 기온 °C (°F)                                      | −3.4 (25.9)     | −1.9 (28.6)     | 2.4 (36.3)      | 8.4 (47.1)      | 14.4 (57.9)     | 18.9 (66.0)     | 22.4 (72.3)     | 22.8 (73.0)     | 18.9 (66.0)     | 12.6 (54.7)     | 5.6 (42.1)      | −1.0 (30.2)     | 10.0 (50.0)     |
| 역대 최저 기온 °C (°F)                                        | −12.8 (9.0)     | −12.6 (9.3)     | −8.1 (17.4)     | −2.6 (27.3)     | 6.6 (43.9)      | 11.5 (52.7)     | 14.7 (58.5)     | 15.0 (59.0)     | 10.7 (51.3)     | 0.8 (33.4)      | −4.9 (23.2)     | −10.8 (12.6)    | −12.8 (9.0)     |
| 평균 강수량 mm (인치)                                         | 15.5 (0.61)     | 13.8 (0.54)     | 16.9 (0.67)     | 38.3 (1.51)     | 52.1 (2.05)     | 65.5 (2.58)     | 160.1 (6.30)    | 143.9 (5.67)    | 56.7 (2.23)     | 27.8 (1.09)     | 35.1 (1.38)     | 24.4 (0.96)     | 650.1 (25.59)   |
| 평균 강수일수 (≥ 0.1 mm)                                      | 6.4             | 4.5             | 4.0             | 5.4             | 6.8             | 7.9             | 10.6            | 10.1            | 6.1             | 5.6             | 5.5             | 8.0             | 80.9            |
| 평균 강설일수                                                 | 10.9            | 6.5             | 2.4             | 0.2             | 0               | 0               | 0               | 0               | 0               | 0               | 2.4             | 10.9            | 33.3            |
| 평균 상대 습도 (%)                                            | 61              | 59              | 53              | 53              | 58              | 69              | 80              | 81              | 70              | 62              | 61              | 61              | 64              |
| 평균 월간 일조시간                                            | 156.0           | 174.2           | 233.5           | 240.4           | 267.7           | 244.1           | 202.0           | 215.4           | 217.0           | 202.8           | 163.4           | 141.7           | 2,458.2         |
| 가능 일조율                                                   | 51              | 57              | 63              | 61              | 61              | 56              | 46              | 52              | 59              | 59              | 54              | 48              | 56              |
| 출처: 중국기상국 (평년값: 1991년~2020년, 극값: 1971년~2010년) |                 |                 |                 |                 |                 |                 |                 |                 |                 |                 |                 |                 |                 |

## 주변도시
- 칭다오시
- 웨이하이시

## 자매도시
| 지역 & 국가 | 도시                | 도시           |
| ----------- | ------------------- | -------------- |
| 뉴질랜드    | 베이오브플렌티 지방 | 타우랑가       |
| 대한민국    | 전라북도            | 군산시         |
| 대한민국    | 울산광역시          |                |
| 대한민국    | 강원특별자치도      | 원주시         |
| 러시아      | 프리모르스키 변경주 | 블라디보스토크 |
| 미국        | 캘리포니아주        | 샌디에고       |
| 불가리아    | 부르가스주          | 부르가스       |
| 스웨덴      | 외레브로주          | 외레브로       |
| 일본        | 오이타현            | 벳푸시         |
| 태국        | 푸껫주              | 푸껫           |
| 프랑스      | 메네루아르          | 앙제           |

## 유명 인물
- 구처기 - 도교 종파인 전진교의 도사
- 척계광 - 명나라의 장군으로 왜구로부터 중국 해안을 방어했다.